# HMS Illustrious (R06)
O HMS Illustrious foi um porta-aviões rápido construído para a Marinha Real Britânica  e o segundo de três navios da classe Invincible construídos no final da década de 1970 e início da década de 1980. Foi o quinto navio de guerra e o segundo porta-aviões a receber o nome Illustrious, sendo carinhosamente apelidado de Lusty por sua tripulação. O navio foi construído pelo estaleiro Swan Hunter, em Tyne and Wear, no Reino Unido. Em 1982, o conflito nas Malvinas exigiu que o Illustrious fosse finalizado e enviado com urgência para o sul, a fim de se juntar ao seu navio-irmão HMS Invincible e ao veterano porta-aviões HMS Hermes. Para isso, sua conclusão foi adiantada em três meses no estaleiro Swan Hunter, sendo comissionado em 20 de junho de 1982, já em alto-mar, a caminho do Estaleiro de Portsmouth para embarcar suprimentos adicionais e tripulação. Chegou às Malvinas em 28 de agosto de 1982 para substituir o Invincible, realizando uma passagem em formação. Retornando ao Reino Unido, só foi formalmente incorporado à frota em 20 de março de 1983. 
Após sua missão no Atlântico Sul, participou da Operação Southern Watch, no Iraque, depois da Operação Deny Flight, na Bósnia, durante a década de 1990, e da Operação Palliser, em Serra Leoa, no ano 2000. Uma grande reforma em 2002 impediu sua participação na Guerra do Iraque de 2003, mas ele retornou ao serviço a tempo de ajudar cidadãos britânicos presos durante a Guerra do Líbano em 2006. Após a aposentadoria de suas aeronaves de asa fixa British Aerospace Harrier II, em 2010, o Illustrious passou a operar como um dos dois porta-helicópteros da Marinha Real.
Depois de 32 anos de serviço, sendo então o navio mais antigo em atividade na frota britânica, foi formalmente descomissionado em 28 de agosto de 2014, embora seu substituto, o HMS Queen Elizabeth, só tenha sido comissionado em 2017. Apesar do anúncio do Ministério da Defesa do Reino Unido, em 2012, de que o Illustrious seria preservado para a nação após sua retirada, em 2016 ele foi vendido e rebocado para a empresa turca Leyal, onde foi desmontado.

## Construção e comissionamento
O Illustrious, segundo dos três porta-aviões da Classe Invincible, teve sua quilha batida no estaleiro Swan Hunter, no rio Tyne, em 7 de outubro de 1976, e foi lançado ao mar pela princesa Margarida em 1 de dezembro de 1978. Quando o navio se aproximava do final do período de acabamento, a Guerra das Malvinas eclodiu. Como consequência, o trabalho no Illustrious foi acelerado consideravelmente. A guerra terminou antes que ele pudesse ser concluído, mas ainda prestou um serviço útil no período posterior ao conflito. Até que o aeródromo da RAF nas Ilhas Malvinas fosse reparado, a defesa aérea da área ficou sob responsabilidade do Fleet Air Arm. Após o retorno do HMS Hermes ao Reino Unido, o HMS Invincible permaneceu em operação no Atlântico Sul até setembro de 1982. Para substituir o Invincible, o recém-concluído Illustrious foi rapidamente enviado, com o 809.º Esquadrão Aéreo Naval (Sea Harrier) e o 814.º Esquadrão Aéreo Naval (Sea King) embarcados. Além disso, dois helicópteros Sea King do 824.º Esquadrão Aéreo Naval foram incorporados ao grupo aéreo, tendo sido convertidos para operar na função AEW. A implantação do Illustrious foi tão rápida que ele foi incorporado oficialmente enquanto ainda estava no mar. O contra-almirante Derek Reffell, oficial de bandeira da Terceira Flotilha, comandou o grupo-tarefa de substituição a partir do Illustrious durante esse período. Após o reparo do aeródromo da RAF, o Illustrious retornou ao Reino Unido para um cruzeiro de testes e período de adestramento completo, sendo formalmente incorporado em 20 de março de 1983.

## História operacional

### 1983–1990
O porta-aviões não participou de mais ações durante o restante da década de 1980, mas continuou sendo um recurso valioso para a Marinha Real, representando o país e participando de exercícios navais em todo o mundo. Durante esses anos, o navio recebeu diversas melhorias em reformas, incluindo uma rampa de decolagem mais inclinada para permitir que os Harrier de seu grupo aéreo decolassem com maior carga útil. Durante um “Período Estendido de Manutenção Assistida em Estaleiro” (EDAMP), várias modificações foram feitas, incluindo a remoção de seus sistemas de mísseis Sea Dart, ao custo de doze milhões de libras. Essa alteração liberou espaço adicional no convés, permitindo que ele transportasse até 22 aeronaves, incluindo o Harrier GR7.
Em 3 de abril de 1986, o navio sofreu uma falha catastrófica na caixa de engrenagens que quase encerrou sua carreira naval. No início de uma viagem de representação pelo mundo, por volta de 00h30, enquanto atingia a rotação máxima dos motores, tolerâncias conflitantes na caixa de engrenagens causaram atrito e calor, inflamando o vapor de óleo no interior, o que provocou uma explosão e um incêndio que durou mais de quatro horas. Os Sea Harrier foram lançados enquanto o combate às chamas continuava nos conveses inferiores, e um helicóptero Sea King transportou a única vítima — com inalação de fumaça — para terra. Embora o incêndio tenha sido grave, ele foi contido na sala da caixa de engrenagens dianteira e nos dutos verticais. Outras embarcações, incluindo o contratorpedeiro HMS Nottingham e o ferry Sea Leopard, prestaram apoio, mas a tripulação do Illustrious conseguiu extinguir o fogo, e o navio retornou a Portsmouth por seus próprios meios, utilizando a propulsão da casa de máquinas traseira.
Embora a tripulação tenha sido colocada em estado de emergência, em nenhum momento foi considerada a possibilidade de abandono. Não houve perda de vidas nem ferimentos graves, mas a viagem foi adiada por vários meses, enquanto o navio passava por extensos reparos. Uma vez concluídos os trabalhos, o Illustrious seguiu diretamente para o Extremo Oriente, chegando a Singapura para retomar a parte oriental da missão Global 86.

### 1990–2002

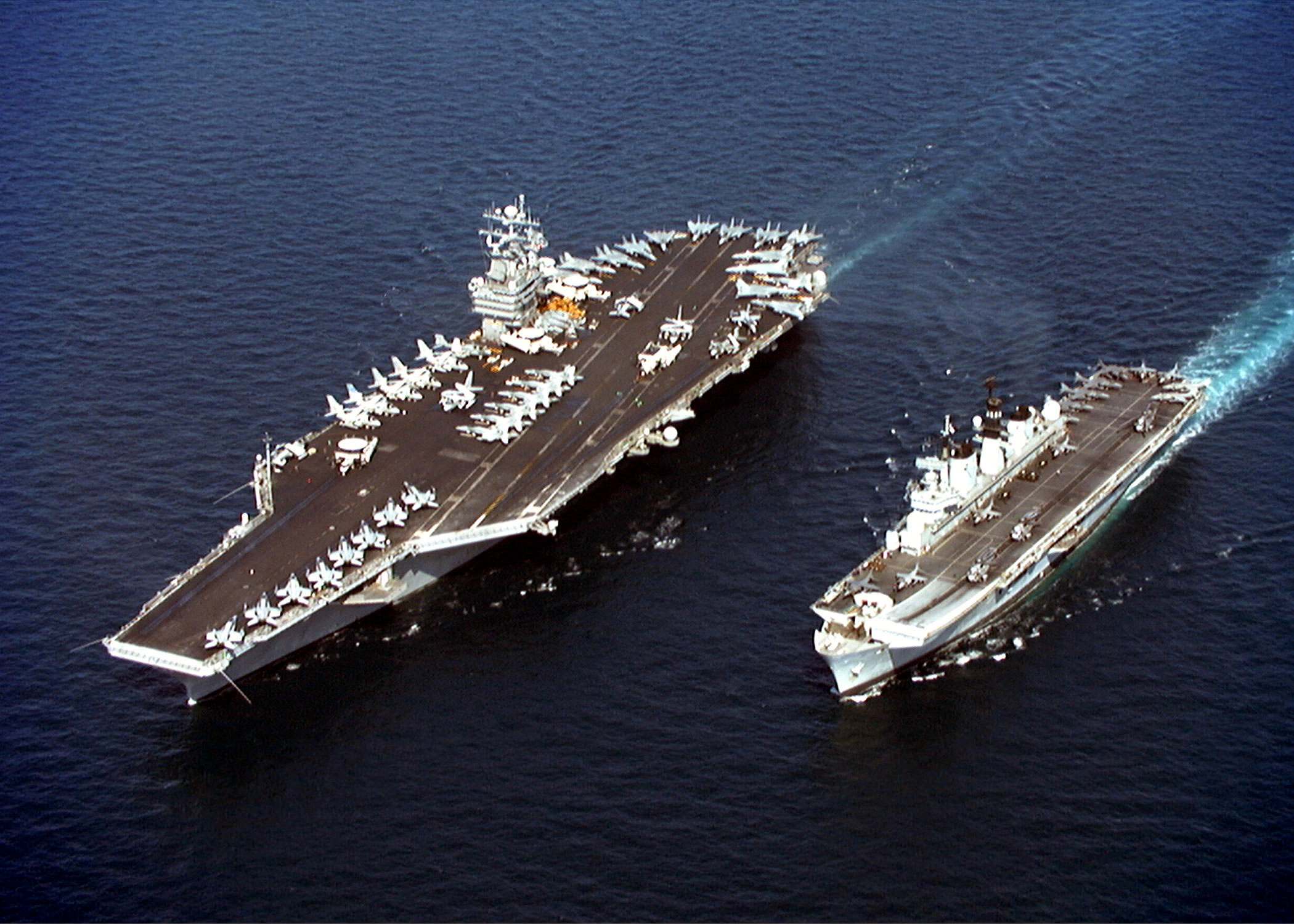
Illustrious (à direita) e o norte-americano USS John C. Stennis no Golfo Pérsico em 1998.

Durante a década de 1990, a principal função dos porta-aviões da Marinha Real foi ajudar a manter a zona de exclusão aérea sobre a Bósnia durante a guerra naquele país. Os três porta-aviões da marinha se revezaram na região. Em 1998, o Illustrious operou no Golfo Pérsico em apoio à Operação Southern Watch, a ação conjunta anglo-saudita-norte-americana de aplicação da zona de exclusão aérea sobre o sul do Iraque.
Em 2000, o Illustrious liderou o Grupo-Tarefa 342.1, uma força naval composta pelos navios HMS Ocean, HMS Argyll, HMS Iron Duke, HMS Chatham e por diversos navios auxiliares da Frota Real Auxiliar, na Operação Palliser, que tinha como objetivo restaurar a paz e a estabilidade em Serra Leoa.
Uma missão de combate para o navio ocorreu em 2001. Um grande exercício britânico, o Saif Sareea II, foi realizado em Omã no final daquele ano. Durante o exercício, aconteceram os atentados terroristas contra o World Trade Center. O Illustrious permaneceu na área de operações enquanto outros elementos da força-tarefa retornaram ao Reino Unido. O navio tinha a bordo unidades da Royal Marines, prontas para possíveis operações de combate no Afeganistão. Nenhum destacamento foi enviado antes de o Illustrious ser substituído pelo HMS Ocean no início de 2002, retornando a Portsmouth após sete meses no mar.

### 2003–2005

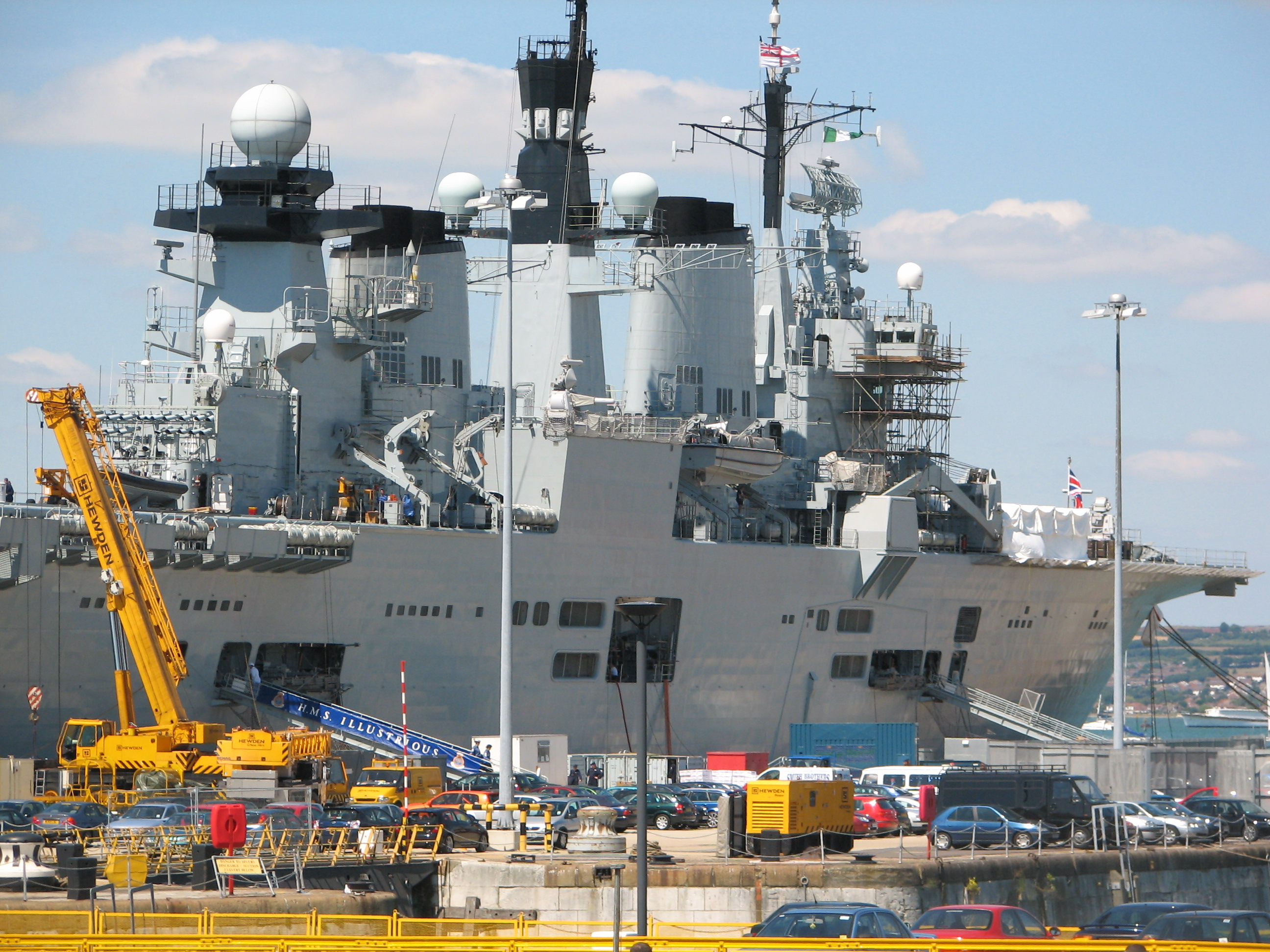
Illustrious em manutenção em Portsmouth durante 2005

Em meados de 2003, o navio passou por outra reforma no Estaleiro de Rosyth. Essa modernização incluiu a reconstrução completa da rampa de decolagem, a instalação de sistemas de comunicação aprimorados e a reconfiguração do navio para que pudesse alternar mais rapidamente entre as funções de porta-aviões leve e porta-helicópteros. A reforma deveria permitir que ele permanecesse em serviço até 2014, quando se esperava que o primeiro porta-aviões da Classe Queen Elizabeth entrasse em operação. O Illustrious retornou a Portsmouth após a conclusão da reforma, em dezembro de 2004.
Ele foi rededicado em 2005 e, após a morte de sua madrinha original, a princesa Margarida, sua filha, Lady Sarah Chatto, concordou em participar em um novo papel como “amiga do navio”.

### 2006
O Illustrious, juntamente com o HMS Gloucester, ajudou na evacuação de cidadãos britânicos de Beirute durante a crise Israel–Líbano de 2006. Mais tarde, no mesmo ano, como parte das atividades do Dia da Lembrança da Marinha Real, o Illustrious subiu o rio Tâmisa na sexta-feira, 10 de novembro de 2006. Ele ficou atracado em Wood Wharf, a poucas centenas de metros rio acima do Royal Naval College, em Greenwich, Londres, até quarta-feira, 15 de novembro. Durante esse período, foram anunciados a bordo os eventos comemorativos da Guerra das Malvinas de 2007.

### 2007

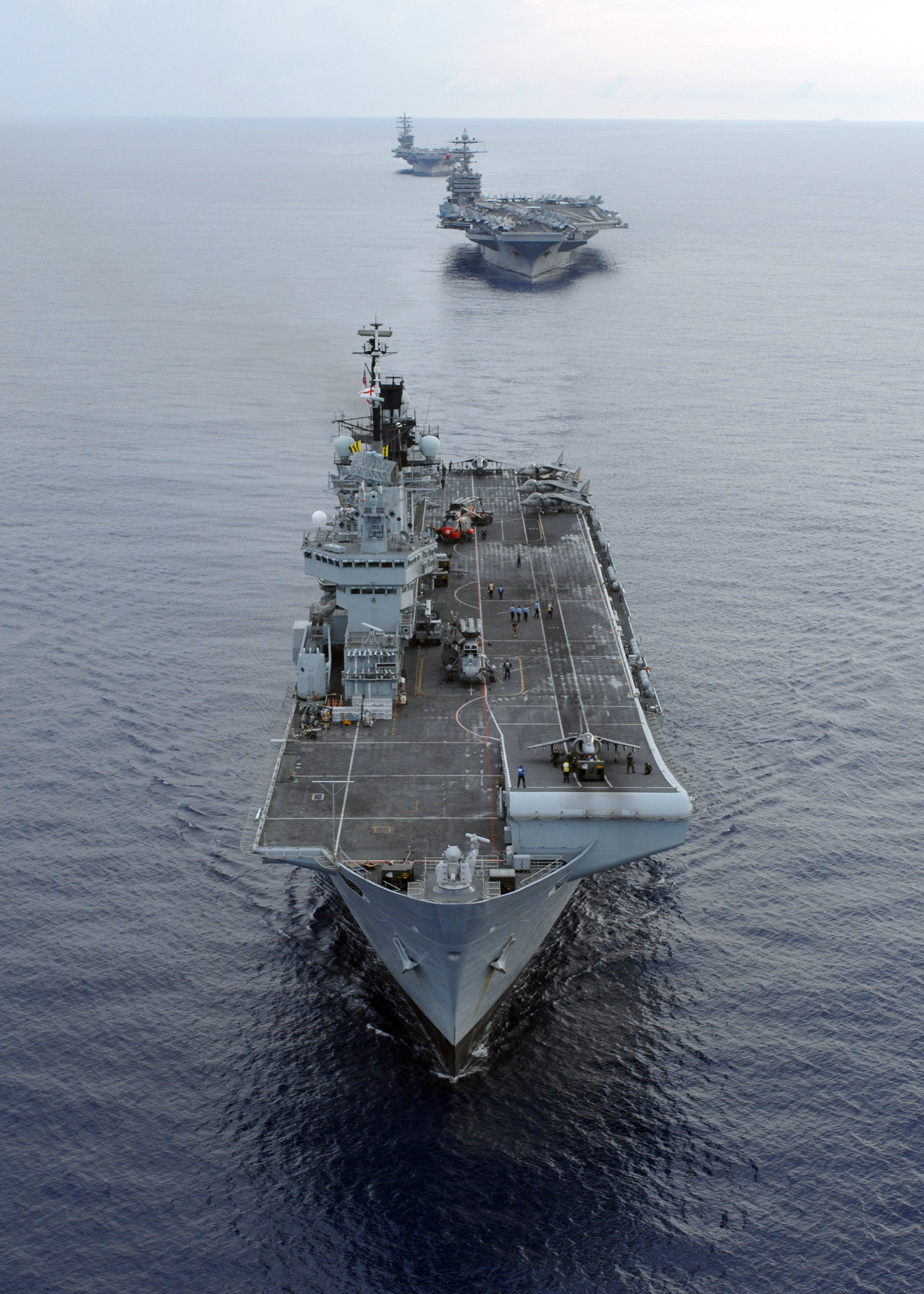
Illustrious em formação com os porta-aviões norte-americanos da classe Nimitz USS Harry S. Truman e USS Dwight D. Eisenhower durante um Exercício Conjunto de Força-Tarefa no oceano Atlântico, em julho de 2007

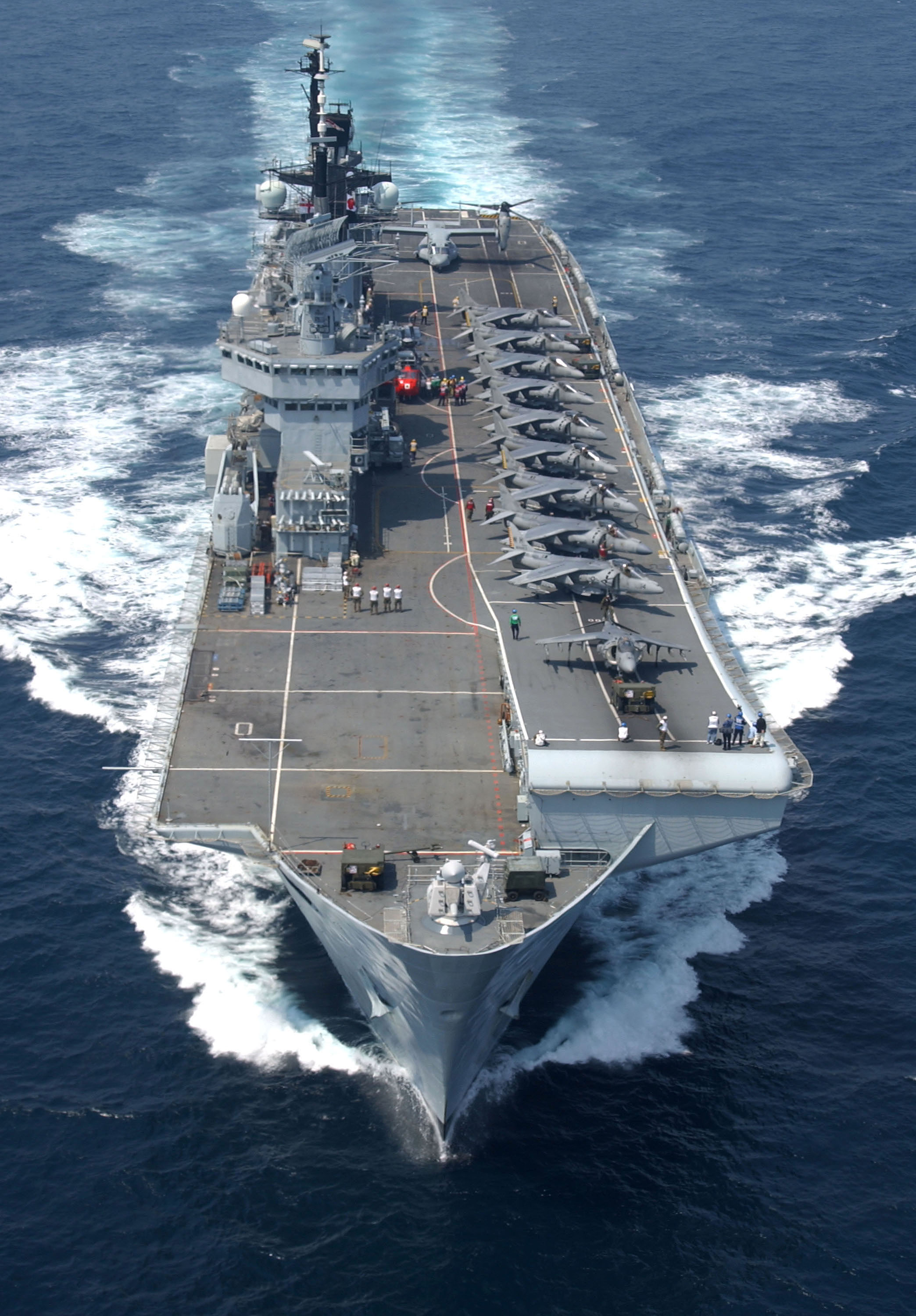
Aeronaves de asa fixa do Corpo de Fuzileiros Navais dos Estados Unidos dispostas no Illustrious; dez AV-8B Harrier alinhados com, na parte traseira, um MV-22 Osprey

O Illustrious realizou duas semanas de exercícios de voo com aeronaves de asa fixa no Mar do Norte, a 32 quilômetros de Hartlepool, em março de 2007, durante os quais sete caças Harrier GR9 do No. 4 Squadron da RAF, Joint Force Harrier, pousaram em seu convés de voo. Também durante esses exercícios, sete membros de sua tripulação precisaram ser levados de helicóptero para um hospital em Middlesbrough em 13 de março, sofrendo com inalação de fumaça e irritação na garganta e nos olhos após um acidente com produtos químicos na limpeza da área de sanitários da tripulação subalterna. O Illustrious seguiu então para Portsmouth, onde os tripulantes retornaram a bordo após receberem alta hospitalar. De 25 a 30 de maio de 2007, após um exercício no Mar Báltico, o Illustrious tornou-se o primeiro porta-aviões britânico a visitar Tallinn, na Estônia. A visita serviu como período de descanso para a tripulação após o exercício, teve caráter diplomático e também incluiu manobras navais e aéreas conjuntas com as Forças de Defesa da Estônia.
Em julho de 2007, o Illustrious participou de um Exercício Conjunto de Força-Tarefa (JTFX) liderado pelos Estados Unidos, realizado na costa leste dos EUA, durante o qual recebeu a bordo 14 caças Harrier norte-americanos e 200 fuzileiros navais dos EUA, retornando a Portsmouth no mês seguinte. Em 10 de julho de 2007, durante o JTFX, um MV-22 Osprey pousou a bordo do navio, marcando a primeira vez que uma aeronave V-22 aterrissava em um navio não pertencente aos Estados Unidos.

### 2008
O porta-aviões partiu de Portsmouth em 21 de janeiro de 2008, hasteando a bandeira do comodoro Thomas Cunningham, comandante do United Kingdom Carrier Strike Group e chefe do grupo-tarefa multinacional 328.01. O grupo-tarefa incluía os navios de escolta HMS Edinburgh e HMS Westminster, o submarino nuclear HMS Trafalgar e os navios auxiliares da Frota Real RFA Wave Knight, RFA Fort Austin, RFA Diligence e RFA Bayleaf, transportando combustível, munição, suprimentos e alimentos. Também colaboraram com o grupo, em alguns momentos, o USS Cole, um contratorpedeiro da Classe Arleigh Burke dos EUA, a fragata espanhola Méndez Núñez da classe F100 Aegis, a fragata francesa Jean Bart e os navios britânicos de contramedidas de minas HMS Chiddingfold e Atherstone.
Em 23 de janeiro, ainda na costa do sul da Inglaterra, o navio retornou a Portsmouth para reparos em uma falha menor em um freezer de carnes. Considerou-se importante realizar o reparo antes de navegar para um clima mais quente, e o porta-voz da Marinha, Anton Hanney, afirmou que enviar um encanador de emergência enquanto o navio estivesse em alto-mar seria mais caro do que retornar enquanto o Illustrious ainda estava no Canal da Mancha. Ele retomou a viagem às 13h00 de 24 de janeiro e compensou as 24 horas perdidas. Os portos de escala incluíram Valeta, Malta, de 26 a 29 de fevereiro de 2008.
De janeiro a maio de 2008, sob a bandeira da Operação Orion 08, o navio realizou exercícios e visitas diplomáticas a vinte portos no Mediterrâneo, África, Oriente Médio e Sudeste Asiático.
Essa missão de 2008 foi filmada e exibida no canal Channel 5 como o documentário de TV em seis partes Warship, transmitido às segundas-feiras a partir de 19 de maio de 2008. O documentário teve como objetivo mostrar a vida a bordo do porta-aviões envelhecido, de forma semelhante à série de 1976 Sailor, que mostrava o HMS Ark Royal. O Illustrious estava sob o comando do Capitão Steve Chick CBE BSc, que também havia comandado o HMS Chatham durante o documentário da BBC de 2005, Shipmates.
No final de julho, o navio retornou a Portsmouth, onde participou do dia aberto da Marinha de 2008. A bordo havia um modelo em tamanho real do caça F-35 Joint Combat Aircraft, que substituiria os Harrier então usados pelo navio. O Illustrious foi o único porta-aviões presente no evento, embora o inativo HMS Invincible também estivesse visível ao público.

Em 17 de outubro, ele, junto com o HMS Cattistock, atracou em Liverpool, onde ficou aberto à visitação pública no sábado, 18 de outubro. Em 4 de novembro, o navio atracou em Greenwich, chegando para participar ativamente da semana de lembrança da Marinha Real, com o modelo do F-35 ainda no convés.

## Citações
1. ↑  Royal Navy. «HMS ILLUSTRIOUS» (em inglês). Consultado em 25 de maio de 2012
2. ↑  Gardiner & Chumbley 1995, p. 501
3. ↑  «"Illustrious nº 5: Princesa batiza novo supercruzador"» (em inglês). Navy News. Janeiro de 1979. p. 9
4. ↑  «"Radar aéreo instantâneo segue para o sul".». New Scientist (em inglês). 95 (1318): 428. 12 de agosto de 1982
5. 1 2 3 4 5 6 7  «Porta-aviões da Classe Invincible (1977)». Naval Encyclopedia (em inglês). 23 de dezembro de 2024. Consultado em 14 de agosto de 2025
6. ↑  Hobbs, D. (2013). British Aircraft Carriers. [Porta-aviões Britânicos.] (em inglês). Barnsley: Seaforth Publishing. ISBN 978-1-84832-138-0
7. ↑  Graves, David (30 de setembro de 2001). «Illustrious assumirá o comando nas manobras Swift Sword.» (em inglês). The Daily Thelegraphy. (pede registo (ajuda))
8. ↑  «HMS Illustrious retorna do Afeganistão.» (em inglês). BBC News. 25 de março de 2002
9. ↑  «HMS Illustrious: Lady Sarah Chatto.» (em inglês). Site da Royal Navy. Arquivado do original em 9 de julho de 2007
10. ↑  Norton-Taylor, Richard (14 de novembro de 2006). «Guerra das Malvinas será lembrada ao longo de quatro dias.» (em inglês). The Guardian
11. ↑  «Harriers pousam no HMS Illustrious». mod.uk (em inglês). Ministério da Defesa do Reino Unido. Arquivado do original em 9 de janeiro de 2008
12. ↑  «Tripulantes de porta-aviões transportados de helicóptero após inalação de fumaça» (em inglês). The Guardian. 16 de março de 2007
13. ↑  «Fuzileiros navais dos EUA embarcam Harriers no HMS Illustrious». mod.uk (em inglês). Ministério da Defesa do Reino Unido. Arquivado do original em 9 de janeiro de 2008
14. ↑  «MV-22 Osprey pousa em porta-aviões britânico pela primeira vez» (em inglês). 13 de julho de 2007. Consultado em 16 de agosto de 2025
15. ↑  Scott, Richard (11 de junho de 2008). «ASW Ressurge». Jane's Defence Weekly (em inglês). 45 (24): 25
16. ↑  Blair, David (2 de novembro de 2007). «Marinha patrulhará o Golfo na primavera» (em inglês). The Telegraph
17. 1 2 3  «Illustrious parte do Reino Unido para destacamento no Oceano Índico» (em inglês). Site da Marinha Real. Arquivado do original em 24 de outubro de 2008
18. ↑  «Vigilância do Porto». The News [ligação inativa]
19. ↑  Norton-Taylor, Richard (24 de janeiro de 2008). «Freezer com defeito interrompe porta-aviões» (em inglês). The Guardian
20. ↑  «Relaxa! Geladeira de navio da Marinha está com problema». Sky News (em inglês). 23 de janeiro de 2008. Cópia arquivada em 5 de outubro de 2013
21. ↑  «HMS Illustrious retorna a Malta» (em inglês). Times of Malta. 26 de fevereiro de 2008
22. ↑  «HMS Illustrious reforça laços com Malta antes de seguir para o su» (em inglês). British High Commission Malta. Arquivado do original em 9 de junho de 2008
23. ↑  «Navio de Guerra HMS Illustrious – Série de TV Channel 5: exibindo toda a série novamente» (em inglês). Site da Royal Navy. Arquivado do original em 21 de outubro de 2008
24. ↑  «HMS Illustrious: Equipe de filmagem a bordo do Lusty!» (em inglês). Site da Royal Navy. Arquivado do original em 7 de outubro de 2008
25. ↑  «Sailor: A série da BBC que imortalizou a vida no porta-aviões HMS Ark Royal». Poder Naval. 23 de dezembro de 2024. Consultado em 19 de agosto de 2025
26. ↑  «Warship - a versão para TV de 2008» (em inglês). Consultado em 19 de agosto de 2025
27. ↑  «Devon Shipmates na TV» (em inglês). BBC. Consultado em 19 de agosto de 2025